# 肯尼思·宾默尔
肯尼思·乔治·宾默尔，CBE（Kenneth George "Ken" Binmore，1940年9月27日—）是一位英国经济学家、博弈论专家、他是伦敦大学学院名誉教授。他是讨价还价理论的创始人之一，对博弈论、实验经济学、演化博弈论、分析哲学领域都做出了重要的贡献。